# 廣島縣公安委員會
廣島縣公安委員會（{日语：／ Hiroshimaken kō'an-i'inkai */?）是由廣島縣知事所轄，負責管理廣島縣警察的行政委員會，由5名委員組成。

## 委員
- 委員長
  - 西川正洋
- 委員
  - 深田成子
  - 増田裕幸
  - 小西秀宣
  - 北川祐治

## 下部組織
- 廣島縣警察

## 外部連結
- 広島県公安委員会